# Camponotus ephippium
Camponotus ephippium é uma espécie de inseto do gênero Camponotus, pertencente à família Formicidae.